# Parilanjärvi
Parilanjärvi är en sjö i kommunen Tavastkyro i landskapet Birkaland i Finland. Arean är 25 hektar och strandlinjen är 2,37 kilometer lång. Sjön  ingår i Kumo älvs huvudavrinningsområde.   Den ligger omkring 36 kilometer väster om Tammerfors och omkring 180 kilometer nordväst om Helsingfors. 